# Cymarron
Cymarron was een Amerikaanse softrock-band uit de jaren 1970.

## Bezetting
- Rick Yancey[4] (zang, gitaar)
- Sherrill Parks[5]
- Richard Mainegra (zang, gitaar)

## Geschiedenis
Hun bekendste hit was Rings (hoogste plek: 17, 1971). De single bereikte de 6e plaats in de Billboard Adult Contemporary hitlijst. Rings was tevens de eerste single, die werd uitgebracht door Entrance Records, een dochterlabel van Columbia Records. De bandnaam is afkomstig van Cimarron Strip, een kortdurende tv-western uit 1967.
Rings werd geschreven door de songwriters Eddie Reeves en Alex Harvey en geproduceerd door Chips Moman, die eerder Yancey had ingehuurd als studiomuzikant. Yancey schreef de B-kant Like Children. Rings werd later gecoverd door Lobo en Rueben Howell in 1974. De song werd ook opgenomen in 1983 door Leo Kottke voor diens album Time Step. Cymarron had andere kleine successen, ondanks het uitbrengen van een ander album en verschillende andere singles.
In 1991 voegden Yancey en Mainegra zich bij Jimmy Griffin voor de oprichting van de countryband The Remingtons. Yancey en Griffin traden ook samen op als GYC tot aan Griffins overlijden in 2005.